# Нейко Євген Михайлович
Євге́н Миха́йлович Нейко́ (7 жовтня 1932, Смотрич Дунаєвецького району — 24 травня 2010, Івано-Франківськ) — фундатор прикарпатської школи терапевтів, академік Академії медичних наук України (1997), лауреат Державної премії України в галузі науки і техніки (1992), Заслужений працівник вищої школи УРСР (1988).

## Життєпис
Народився в селі Смотрич Дунаєвецького району Хмельницької області 7 жовтня 1932 року в селянській родині Михайла Мойсейовича та Ольги Кирилівни Нейків. Дитинство припало на переломні для села роки — колективізація, за якою прийшли голодомор 1932—1933 рр., репресії, а згодом — війна, важкі роки нацистської окупації, голод 1946—1947 років. Успішно навчався в Смотрицькій середній школі, яку закінчив у 1950.
1956 року здобув вищу освіту в Станіславському медичному інституті і в цьому ж виші став аспірантом кафедри патологічної фізіології. Здобув наукові ступені кандидата медичних наук, доктора медичних наук, вчені звання доцента, професора, академіка — дійсного члена Академії медичних наук України та міжнародне визнання — обраний Почесним членом Польської академії медицини (1998).

## Наукова кар'єра
Євген Нейко пройшов шлях від аспіранта до професора, завідувача кафедри, проректора і впродовж 23-х років очолював вищий медичний навчальний заклад Прикарпаття, який у листопаді 2008 року отримав статус національного.
Обраний Почесним членом Польської академії медицини (1998). Член президії Українського наукового товариства кардіологів і терапевтів; член правління Українського наукового товариства гастроентерологів.
Член президії Українського наукового товариства кардіологів і терапевтів; член правління Українського наукового товариства гастроентерологів. Фундатор народної лікарні — першої в області благодійної лікувальної установи для малозабезпечених. Започаткував новий напрямок у клінічній медицині — застосування немедикаментозних засобів з лікувальною метою та нових способів введення ліків в організм людини.

## Праці
Засновник прикарпатської терапевтичної школи Євген Нейко — автор понад 600 наукових праць, більше 20 монографій і підручників. Підготував 10 докторів і 26 кандидатів наук. Автор, співавтор понад 530 наукових праць, зокрема 22 монографій і підручників. Автор 5 винаходів, понад 60 рацпропозицій.
Член наукової медичної ради МОЗ України.

## Відзнаки і нагороди
Лауреат Державної премії України в галузі науки і техніки (1992).
Нагороджений Почесною відзнакою Президента України, орденом «За заслуги» трьох ступенів, Почесною грамотою Верховної Ради України, Почесною грамотою МОЗ України, почесними відзнаками «Відмінник охорони здоров'я України» та «Відмінник вищої школи», медаллю «Ветеран праці», Золотою медаллю Альберта Швайцера, срібною Георгіївською медаллю «Честь. Слава. Труд» IV ступеня, медаллю «Захиснику Вітчизни», дипломом і срібною стелою Міжнародного рейтингу популярності та якості «Золота фортуна» в номінації «За значний внесок у розвиток медичної освіти та підготовку висококваліфікованих фахівців».
Почесний професор Тернопільського державного медичного університету імені І. Я. Горбачевського.